# Chabuca Granda

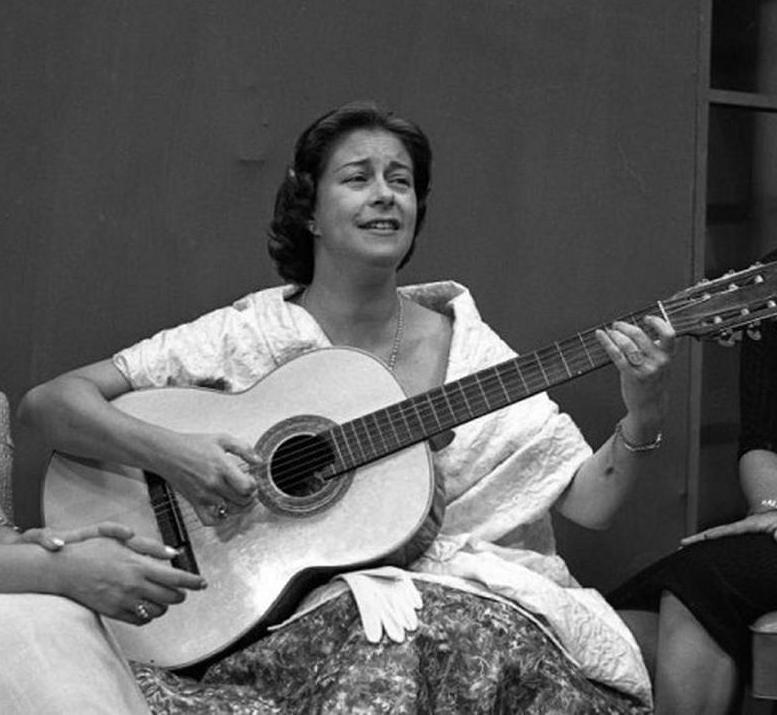
Chabuca Granda bei einem Fernsehauftritt in der Sendung Femenidades am 16. März 1960.

María Isabel Granda y Larco, bekannt unter dem Künstlernamen Chabuca Granda (* 3. September 1920 in Cotabambas Auraria, Distrikt Progreso, Provinz Grau, Region Apurímac; † 8. März 1983 in Miami), war eine peruanische Lyrikerin, Liedermacherin und Folkloristin. Sie komponierte und schrieb zahlreiche kreolische und afro-peruanische Lieder sowie Gedichte, Theater- und Filmdrehbücher.
Sie inspirierte peruanische Künstler wie Susana Baca, Eva Ayllón, Gian Marco oder Juan Diego Flórez und wurde von internationalen Künstlern wie María Dolores Pradera, Caetano Veloso, Joaquín Sabina, Soledad Pastorutti oder Julio Iglesias gecovert.
2017 wurde ihr musikalisches Werk zum Patrimonio Cultural de la Nación („Kulturerbe der Nation“) erklärt und 2019 verlieh ihr die peruanische Regierung posthum die höchste nationale Auszeichnung, den Orden El Sol del Perú.

## Leben
Granda wurde als Tochter des Bergbauingenieurs Eduardo Antonio Granda San Bartolomé, dem Sohn des Mathematikers und Pädagogen José Granda Esquivel, und Isabel Susana Larco Ferrari, aus einer bekannten peruanischen Familie stammend, geboren.
Im Jahr 1923 zog die Familie nach Lima. Granda besuchte das Colegio Sagrados Corazones Belén. Einen Teil ihrer Kindheit bis zum Alter von zwölf Jahren verbrachte sie auf einer Ranch im Distrikt Barranco von Lima. Granda begann als Jugendliche mit dem Singen. Nach ihrem Schulabschluss belegte sie kostenlose Kurse am Instituto Femenino de Estudios Superiores der Pontificia Universidad Católica del Perú.
Sie arbeitete als Sekretärin, gab aber die Musik nicht auf. 1937 sang sie in dem Amateurduo Luz y Sombra, das mexikanische Musik von Guty Cárdenas aufführte. Im Jahr 1940 gründete sie ein Trio mit den Schwestern Martha und Rosario Gibson. Sie trat auch der Asociación de Artistas Aficionados bei, wo sie Theater und Oper spielte.
1942 heiratete sie in Lima den brasilianischen Militär Enrique Demetrio Fuller da Costa, mit dem sie drei Kinder hatte: Eduardo Enrique, Teresa María Isabel und Carlos Enrique Fuller Granda. Die Ehe wurde, zur damaligen Zeit ein Skandal, 1952 geschieden, auch weil ihr Mann Grandas musikalische Ambitionen nicht unterstützte.
Mit fast 30 Jahren begann Granda dann eigene Lieder zu komponieren. Ihr künstlerisches Leben durchlief drei musikalische Phasen: eine erste Phase mit der Beschwörung eines alten und traditionellen Limas als Inspiration, eine Phase des Engagements für Lieder mit sozialen Themen und eine letzte Phase des Einflusses und der Rettung afro-peruanischer Musik.
In ihrer ersten musikalischen Phase war ihre Inspirationsquelle die Stadt Lima zu Beginn des 20. Jahrhunderts. 1948 gewann sie einen vom Distrikt Rímac organisierten Wettbewerb mit dem Lied Lima de veras.
Stilistisch komponiert sie traditionelle, vornehme und großbürgerliche Stücke, wie Fina estampa, das ihrem Vater gewidmet ist, José Antonio, inspiriert von dem Paso-Peruano-Züchter José Antonio de Lavalle y García, oder Señora y dueña, das sie für ihre Freundin und Patentante ihres dritten Sohnes, Rosa Graña Garland, komponierte. 1950 komponierte Chabuca das Lied La flor de la canela zu Ehren von Victoria Angulo, einer afro-peruanischen Wäscherin, und spiegelt darin auch das Bild eines alten, bukolischen und herrschaftlichen Limas wider, die Stadt, die sie durch ihren Vater kannte, den Distrikt Barranco, mit seinen großen Häusern im französischen Stil, den riesigen Portalen und Wintergärten. Sie erreichte 1954 mit dem von der Gruppe Los Chamas  eingespielten Lied La flor de la canela nationale und internationale Bekanntheit.
Granda war starke Raucherin und litt an einer Kehlkopfkrankheit. 1956 reiste sie zur Behandlung nach Deutschland, 1958 zog sie in die Vereinigten Staaten, um sich einer Operation an der Schilddrüse zu unterziehen, die eine Läsion eines Kehlkopfnervs verursachte, wodurch ihre Stimmlage vom Sopran zum Alt tiefer wurde. Nach ihrer Genesung begann sie, ihre eigenen Lieder zu interpretieren. Die Stimme zusammen mit einem Stil, in dem sie Sprechgesang mit stilisierter Musikbegleitung kombinierte, verhalf ihr zu internationalem Ruhm und sie trat in mehreren europäischen Ländern auf.
1961 veröffentlichte sie das Album  Lo mejor de Chabuca Granda, das sie selbst produzierte und das ihre Lieblingsinterpreten ihrer Kompositionen versammelte: Los Cinco, Los Troveros Criollos, Los Chamas und Jesús Vásquez. Das Album gilt als eine der besten Platten in der Geschichte der peruanisch-kreolischen Musik. Im folgenden Jahr veröffentlichte sie ihr erstes Album im Duo mit dem Gitarristen Óscar Avilés mit eigenem Gesang, Dialogando….
In den 1960er Jahren, unter dem Einfluss der kubanischen Revolution auch auf die lateinamerikanische Musik, veränderte sich Grandas Musik hin zu neuen Rhythmen und Texten zu sozialen Veränderungen und der dafür kämpfenden Jugend. In dieser Phase schrieb sie zum Beispiel Bello durmiente, ein Lied, in dem sie ihre Liebe zu Peru ausdrückt und die zweite Amtszeit von Manuel Prado y Ugarteche subtil kritisiert. Sie komponierte einen Zyklus von Liedern, die jungen Revolutionären gewidmet waren, wie No lloraba… sonreía und Si fuera cierto, oder Lieder wie Cardo o ceniza, in dem sie an die chilenische Folklore-Sängerin Violeta Parra erinnert, oder Una canoa en Puerto Maldonado in Erinnerung an Javier Heraud, peruanischer Dichter und revolutionäres Mitglied der Nationalen Befreiungsarmee, der 1963 bei einem Gefecht mit den peruanischen Streitkräften ums Leben kam. Sie widmete auch der Gobierno Revolucionario de la Fuerza Armada, der ab 1968 herrschenden Militärregierung sowohl lobende als auch kritische Lieder, wie Paso de vencedores oder El surco. Sie hatte in dieser Zeit viele künstlerische Freunde aus dem linken Spektrum der peruanischen Politik, galt aber eher als konservativ oder nationalistisch.
Musikalisch brach Granda in dieser Phase mit den konventionellen poetischen und rhythmischen Strukturen des peruanischen Walzers und seiner Melodien, indem sie ihn zu Rhythmen führte, die dem Jazz und dem Bossa Nova nahe standen. Ihr Schaffen zeigt auch eine enge Beziehung zwischen Text und Melodie, die Texte wurden in der Form freier von vorgegebenen Reimen und Metriken. Entscheidend für diese neue musikalische Phase war der Gitarrist Lucho González, der Grandas Kompositionen beeinflusste. Ihre Bekanntheit führte dazu, dass sie als Werbegesicht in die Welt der Werbung eintrat.
In ihrer dritten Phase fand Granda, die aus einer bürgerlichen Familie stammte, in der Volksmusik, insbesondere der afro-peruanischen Musik, einen prägenden Stil. Granda komponierte mit der Gitarre, wobei sie die Melodien manchmal einfach pfiff, die dann von einem der Arrangeure, mit denen sie zusammenarbeitete, in Noten übertragen wurden. Sie verwendete afro-peruanische Rhythmen wie die Marinera, den Festejo, die Zamacueca und den Landó neu und verwendete Instrumente wie das peruanische Cajón für den Zapateo.
Im Oktober 1969 gewann sie den „Großen Preis“ beim Festival Hispanoamericano de la Danza y la Canción im Luna Park in Buenos Aires mit dem Programm Y la Tierra se hizo nuestra, das von dem Dichter César Calvo unter Mitwirkung von Guillermo Thorndike und Granda geschaffen wurde. 1971 reisten Perú Negro und Granda nach Mexiko, um am Festival Internacional de la Danza teilzunehmen. Dies war der Beginn einer Reihe von Tourneen durch Lateinamerika, bei denen sie nicht nur Konzerte gab, sondern auch an Festivals und Shows teilnahm. 1977 trat sie in der Uraufführung des spanischen Programms 300 millones als Vertreterin der spanisch-amerikanischen Musik auf. Im folgenden Jahr wurde sie zum XIX. Festival Internacional de la Canción de Viña del Mar eingeladen, diesmal als Mitglied der internationalen Jury. Ihre ständigen Reisen und ihr soziales Engagement vergrößerten ihr Publikum. Granda hatte eine besondere Vorliebe für Argentinien; anlässlich des Falklandkriegs komponierte sie Argentina agredida.
Auf der peruanischen Bühne förderte Chabuca neben Perú Negro zwei junge afro-peruanische Sängerinnen: Susana Baca und Eva Ayllón. 1979 eröffnete sie ein eigenes Konzert-Café namens Zeñó Manué im Distrikt Miraflores in Lima. Dort präsentierte sie Shows wie Cada canción con su razón oder Alben wie Tarimba Negra…
Granda hatte Kritiker, die ihr vorwarfen, den klassischen peruanischen Walzer zu vernachlässigen.  Die Mehrheit der Kritiker ist sich jedoch mit der Musikwissenschaftlerin Chalena Vázquez einig, dass Grande einen großen Beitrag zur peruanischen Musik geleistet hat. Der Dichter César Calvo und die mit ihr befreundete Sängerin Mercedes Sosa urteilten:

„Musicalmente ella es un genio de nacimiento.“

„Musikalisch ist sie ein geborenes Genie“

„Son realmente maravillosas las canciones de Chabuca. Su música fue muy importante para los músicos de América Latina.“

„Die Lieder von Chabuca sind wirklich wunderbar. Ihre Musik war für lateinamerikanische Musiker sehr wichtig.“

Am 16. August 1980 erlitt sie bei einem Auftritt in Bogotá einen Herzinfarkt. 1982 erlitt sie in Lima einen zweiten. Ein dritter Herzinfarkt veranlasste ihre Ärzte dazu, sie im März 1983 für eine Operation am offenen Herzen in das Florida Medical Center in Fort Lauderdale in den USA zu überweisen, wo sie am 8. März 1983 an postoperativen Komplikationen verstarb.
Ihre sterblichen Überreste wurden nach Peru überführt. Am 13. März 1983 wurde sie in einem Trauerzug durch die Innenstadt Limas, darunter die Alameda de Los Descalzos und die Plaza de Armas, wo Präsident Fernando Belaúnde ihr die letzte Ehre erwies und Bürgermeister Eduardo Orrego die Schlüssel der Stadt symbolisch an ihre Erben übergab, getragen und schließlich auf dem Cementerio El Ángel im Familiengrab beigesetzt.

## Nachleben und Ehrungen
„A Chabuca Granda le pasó lo mejor que puede pasarle a una artista: el mundo que inventó en sus canciones sustituyó al Perú real y es a través de aquél que se imaginan o sueñan con la realidad peruana millones de personas en el mundo que no han puesto los pies en nuestro país y que sólo han sabido del Perú a través de las composiciones de la fabuladora sentimental que fue la autora de La flor de la canela.“

„Das Beste, was einem Künstler passieren kann, ist Chabuca Granda passiert: Die Welt, die sie in ihren Liedern erfand, ersetzte das reale Peru, und durch diese Welt stellen sich Millionen von Menschen auf der ganzen Erde, die nie einen Fuß in unser Land gesetzt haben und die Peru nur durch die Kompositionen der sentimentalen Fabuliererin kennen, die die Autorin von La flor de la canela war, Peru vor oder träumen davon.“

Seit 2015 ist Chabuca Granda Mitglied der El Pabellón de la Fama de los Compositores Latinos. Im Jahr 2017 wurde das musikalische Werk von Chabuca Granda durch den Beschluss Nr. 001-2017-VMPCIC-MC des Kulturministeriums zum Patrimonio Cultural de la Nación („Kulturerbe der Nation“) ernannt. Sie habe einen großen ideellen Beitrag zum nationalen Selbstverständnis geleistet, ihr Beitrag zur kreolischen Musik habe neue Wege in der peruanischen Volksmusik eröffnet. Posthum verlieh ihr die peruanische Regierung durch den Kulturminister Luis Jaime Castillo die höchste nationale Auszeichnung, das Gran Cruz des Orden El Sol del Perú. Die Auszeichnung wurde im September 2019 von ihrer Tochter Teresa Fuller Granda  entgegengenommen. Im Juli 2021 wurde eine neue 10-Soles-Banknote angekündigt, die seit dem 22. Juli in Umlauf ist und ihr Bild zeigt.
Im Jahr 1994 wurde ein Platz im Madrider Stadtteil Hortaleza nach Chabuca Granda benannt, eine Promenade in Recoleta in Buenos Aires, die am 1. September 1994 eingeweiht wurde, und ein weiterer Platz in Santiago de Chile (Gemeinde Conchalí) wurde ebenfalls nach Granda benannt. Im Limaer Stadtteil Barranco gibt es die Pasaje Chabuca Granda, und die Stadtverwaltung stellte ein Denkmal neben der Puente de los Suspiros auf, derselben Brücke, die einem ihrer berühmtesten Walzer den Titel gibt.
Im Rahmen der von Bürgermeister Alberto Andrade Carmona unternommenen Arbeiten zur Umgestaltung und Aufwertung des historischen Zentrums von Lima wurde 1999 ein großer Bereich in der Nähe des Regierungspalastes und am Ufer des Río Rímac für Freizeit- und Kulturaktivitäten eingerichtet, der den Namen Alameda Chabuca Granda erhielt. Es gibt auch zwei Anfiteatro Chabuca Granda, eines im Parque Central de Miraflores und das andere im Parque de Las Leyendas.
Grandas Kompositionen wurden von diversen nationalen und internationalen Künstlern Sängern gecovert, darunter Yma Sumac, Lucha Reyes, Tania Libertad, Betty Missiego, Caetano Veloso, Celia Cruz, Plácido Domingo, Bola de Nieve, Sonia und Myriam, Julio Iglesias, María Dolores Pradera oder Nati Mistral.
Rubén Flórez Pinedo, der von Granda selbst als einer der besten Interpreten ihrer Kompositionen angesehen wurde, veröffentlichte das Album Flórez para Chabuca. Im Jahr 2006 wurde das Album erneut veröffentlicht, diesmal unter Mitwirkung seines Sohnes, des Tenors Juan Diego Flórez. 2009 nahm die peruanische Sängerin Eva Ayllón das Album Eva canta a Chabuca Granda auf. 2017 erschien A Chabuca zum Gedenken an sie, das von Susana Roca Rey und Mabela Martínez produziert wurde und an dem Sänger wie Ana Belén, Rubén Blades, Joaquín Sabina oder Jorge Drexler beteiligt waren. Das Album erhielt zwei Nominierungen für den Latin Grammy. Zwei Jahre später wurde ein zweites Album, A Chabuca II, produziert, an dem Juan Diego Flórez, Carlos Vives, Armando Manzanero, Pablo Milanés oder Rosario Flores beteiligt waren.
Der argentinische Schriftsteller Antonio Rodríguez Villar schrieb 1995 das Buch La flor de la canela, ein poetisches Werk über Granda.
Zwei Spielzeiten lang (2016–2017) wurde Déjame que te cuente, El musical de Chabuca, ein auf ihren bekanntesten Liedern basierendes Musical, aufgeführt.
2018 veröffentlichte der Regisseur Luis Enrique Cam den Dokumentarfilm Cantar la misa con Chabuca, der von der Uraufführung der Misa Criolla erzählt, einer Komposition, die Granda ihrer Tochter zur Hochzeit schenkte und die am 16. Januar 1969 in der Kirche Santa María Magdalena im Distrikt Pueblo Libre uraufgeführt wurde und die von vielen peruanischen Paaren als Hochzeitsmusik verwendet wird.
Am 28. Juli 2020 fand im Gran Teatro Nacional del Perú das Musiktheater A Chabuca en vivo als Hommage zum hundertsten Geburtstag statt.

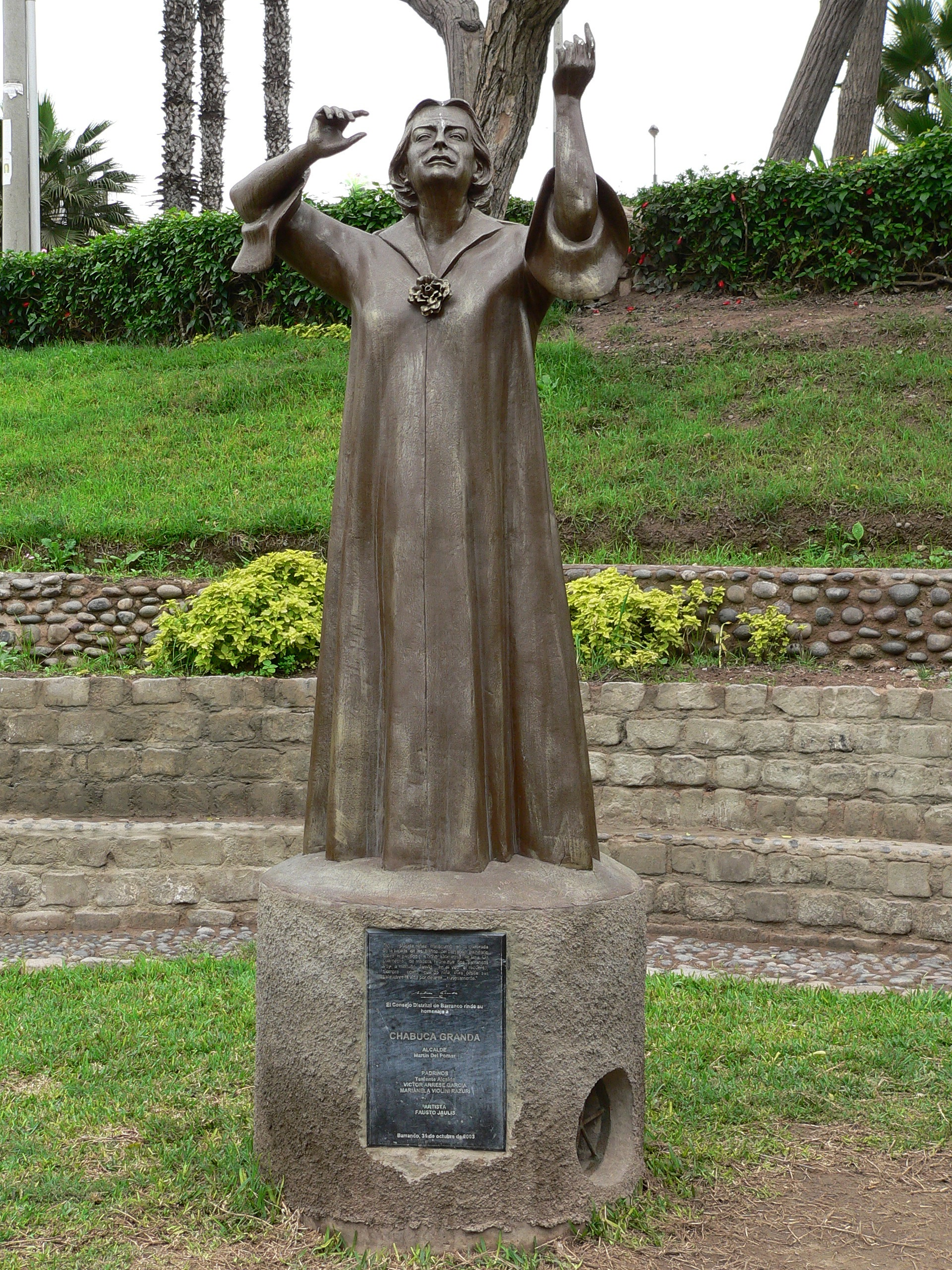
Denkmal für Chabuca Granda von Fausto Jaulis,[34] eingeweiht am 24. Oktober 1992 im Distrikt Barranco, neben der Puente de los suspiros. Eine Nachbildung befindet sich auf der Plaza Chabuca Granda in Santiago de Chile.
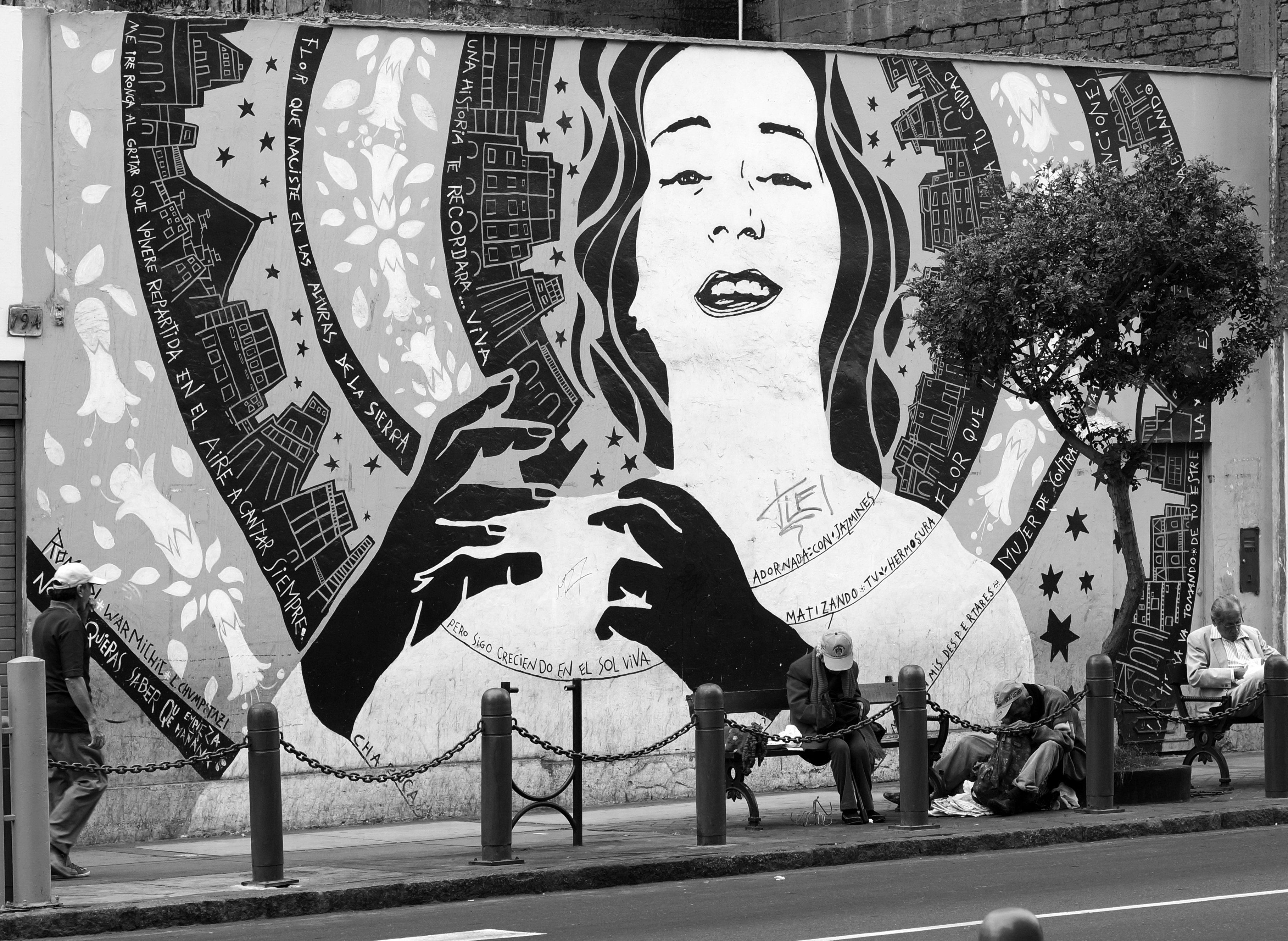
5 × 9 Meter großes Wandgemälde des Künstlers Luis Chumpitaz zum 30. Todestag im Zentrum von Lima. Das Gemälde wurde 2019 zerstört,[55] obwohl sich die Stadtverwaltung von Lima nach Intervention durch die UNESCO verpflichtet hatte, dies nicht zu tun.
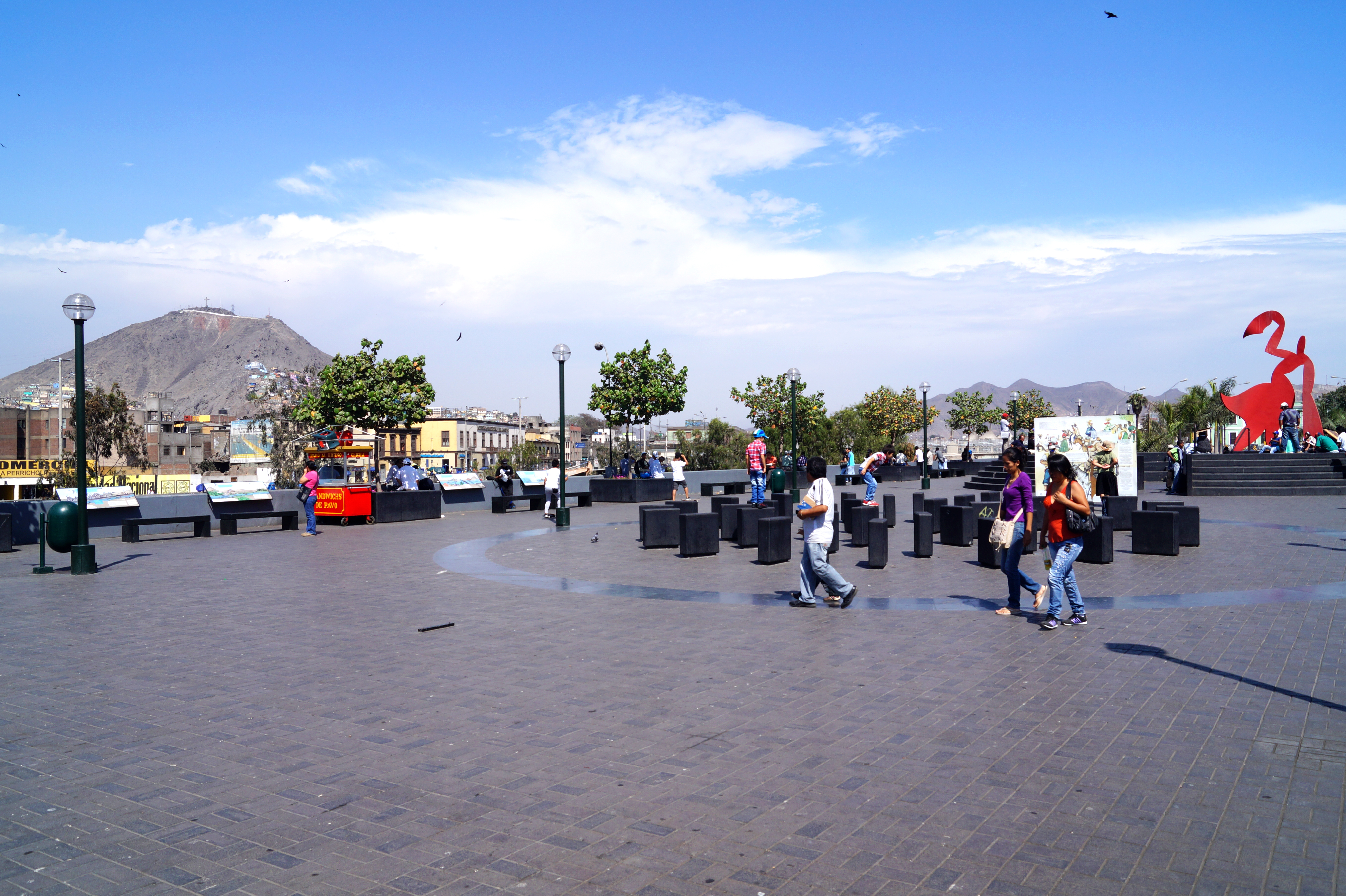
Die Alameda Chabuca Granda in Lima zwischen Regierungspalast und dem Río Rímac.
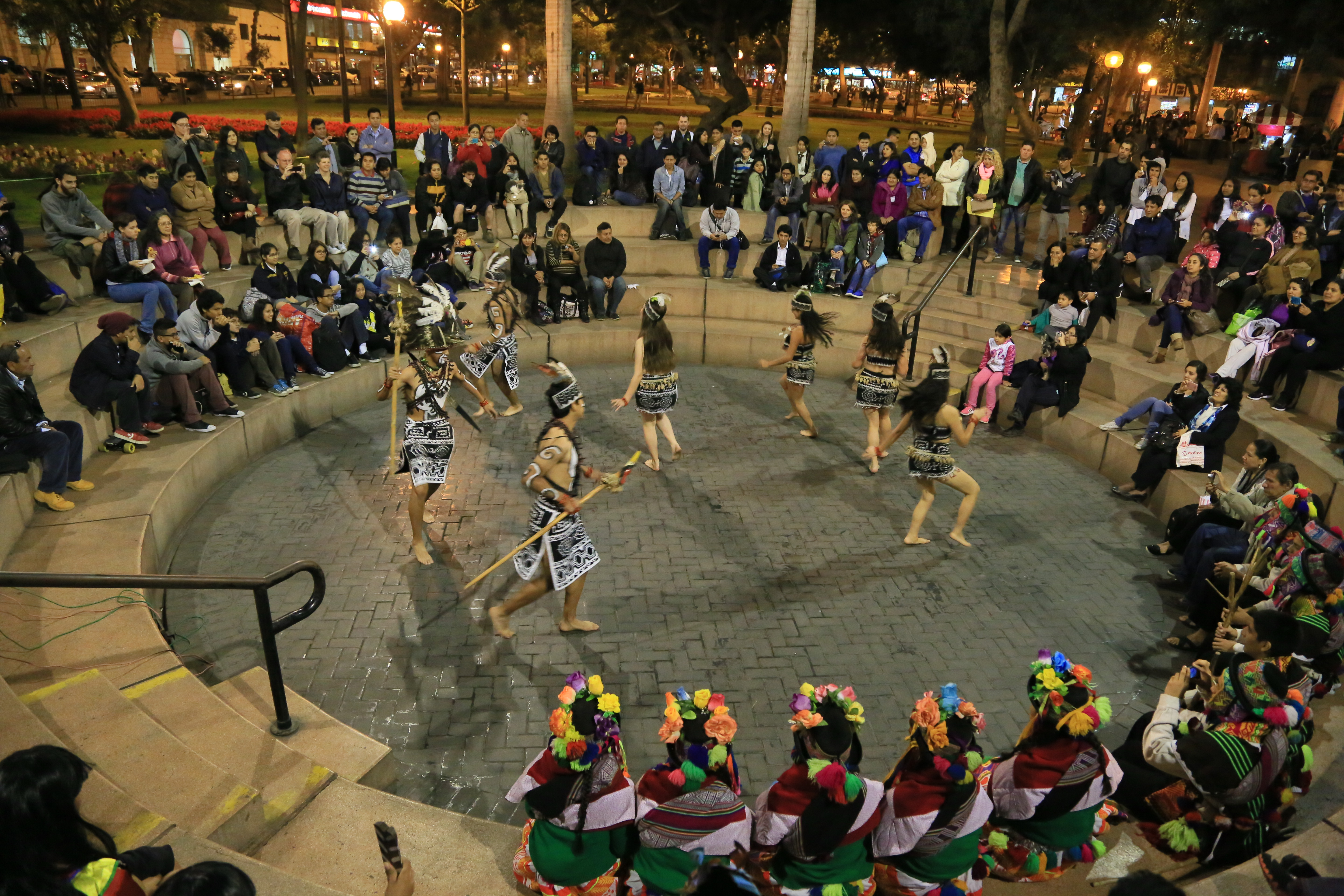
Folkloristische Aufführung im Anfiteatro Chabuca Granda im Zentralpark des Distrikt Miraflores.
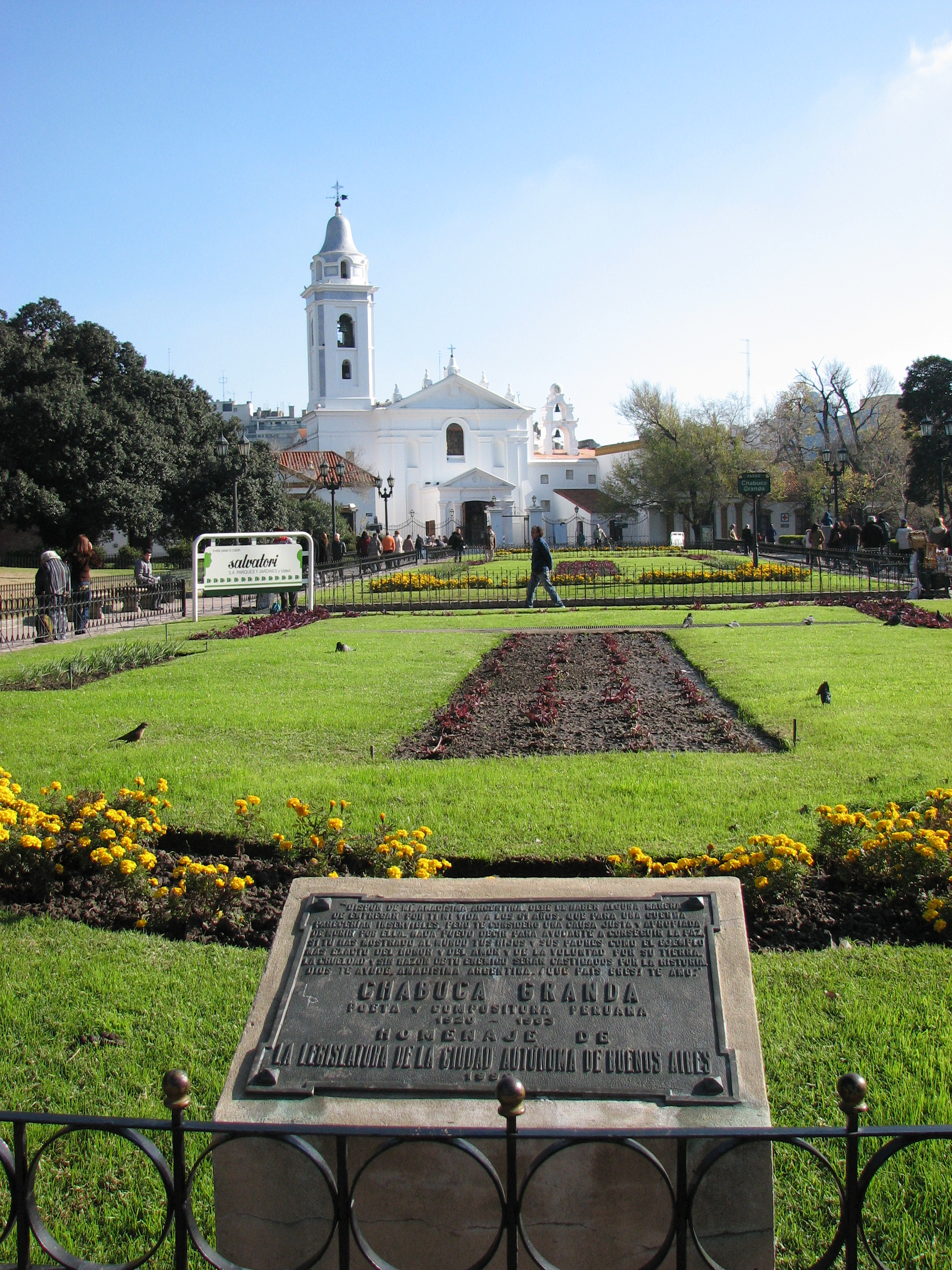
Die Alameda Chabuca vor der Basílica Nuestra Señora del Pilar in Recoleta (Buenos Aires), die am 1. September 1994 eingeweiht wurde und die die Stadtverwaltung von Buenos Aires im Gedenken an das Lied Argentina agredida anlässlich des Falklandkriegs benannte.

## Diskografie
Die offizielle Diskografie von Chabuca Granda umfasst zwölf Studioalben, von denen sie acht als Singer-Songwriterin veröffentlicht hat und bei vier Alben an der Produktion beteiligt war.
Singer-Songwriterin
- Dialogando... (mit Óscar Avilés, 1963)
- Grande de América (1973)
- La Flor de la Canela (1950)
- Voz y Vena de Chabuca Granda (1976)
- Chabuca Granda (1977)
- Chabuca Granda... y Don Luis González (1977)
- Tarimba Negra... (1978)
- Cada Canción con su Razón (1982)

Produzentin
- Lo mejor de Chabuca Granda (1961)
- Navidad (1964)
- Doce nuevos valses de Chabuca Granda (1966)
- Misa Criolla de Chabuca Granda (1969)